# Incursione giapponese nell'Oceano Indiano (1944)
L'incursione giapponese nell'Oceano Indiano del febbraio-marzo 1944 fu un episodio minore del teatro dell'Oceano Indiano nella seconda guerra mondiale.
Una squadra di tre incrociatori pesanti della Marina imperiale giapponese, agli ordini del contrammiraglio Naomasa Sakonju, lasciò la base di Singapore il 27 febbraio 1944 per condurre un'incursione contro i traffici navali degli Alleati nel bacino dell'oceano Indiano, cercando di replicare in piccolo i risultati dell'analoga incursione in forze del marzo-aprile 1942. L'operazione si concluse però con risultati militari insignificanti: le unità giapponesi incontrarono e affondarono un unico mercantile britannico, il Behar, prima di ritirarsi e rientrare alla base di Tanjung Priok per paura di incontrare forze nemiche superiori. I traffici navali degli Alleati non subirono che un leggero disturbo dall'incursione.
Per ordine diretto di Sakonju, buona parte dei naufraghi del Behar, presi a bordo dell'incrociatore Tone, vennero decapitati dai giapponesi la notte del 18 marzo, un massacro costato la vita a quasi 100 persone. Nel dopoguerra Sakonju venne arrestato dalle autorità britanniche, processato per crimini di guerra e giustiziato.

## Antefatti
Nel febbraio 1944 la Flotta Combinata giapponese si ritirò sotto i colpi delle offensive statunitensi dalla sua base avanzata di Truk nella parte centrale dell'oceano Pacifico, ripiegando sulle basi arretrate di Singapore e Palau. La presenza di una considerevole forza navale nipponica a Singapore impensieriva gli Alleati, visto che da qui i giapponesi potevano condurre incursioni nell'oceano Indiano o lungo le coste dell'Australia Occidentale; in risposta, gli Alleati aumentarono le loro forze aeronavali nel teatro in questione trasferendovi due incrociatori leggeri della Royal Navy dall'oceano Atlantico e dal Mar Mediterraneo come pure diverse altre unità da guerra della United States Navy dal Pacifico. Anche il numero di aerei da guerra dislocato nelle basi di Ceylon e attorno al Golfo del Bengala venne aumentato. L'ammiraglio James Somerville, comandante della Eastern Fleet britannica schierata nell'oceano Indiano, temeva che i giapponesi potessero lanciare una devastante incursione come quella attuata nel marzo-aprile 1942, e il 25 febbraio chiese il permesso di ritirare la sua flotta dalla base di Trincomalee in modo da non rischiare uno scontro impari con le superiori forze giapponesi. L'Ammiragliato di Londra respinse questa richiesta e ordinò che la flotta rimanesse a Trincomalee a meno che non fosse stata minacciata da una forza giapponese superiore, poiché il suo ritiro avrebbe influenzato il morale e avrebbe danneggiato il prestigio del Regno Unito nella regione; si convenne, tuttavia, che la Eastern Fleet non avrebbe dovuto ingaggiare forze giapponesi superiori e avrebbe potuto ritirarsi se Somerville lo avesse ritenuto necessario.
Verso la fine di febbraio il viceammiraglio Shiro Takasu, comandante della Flotta dell'Area Sud-occidentale giapponese, ordinò a una forza composta dagli incrociatori pesanti Aoba, Chikuma e Tone di condurre un'incursione contro le rotte navali nell'oceano Indiano che congiungevano le basi alleate di Aden a ovest e Fremantle a est; la forza sarebbe stata comandata dal contrammiraglio Naomasa Sakonju, con insegna sull'incrociatore Aoba. Nelle sue istruzioni a Sakonju, il viceammiraglio Takasu prescrisse esplicitamente che tutti i membri degli equipaggi delle navi nemiche attaccate dalla forza giapponese dovessero essere uccisi, fatto salvo per gli operatori radio e per tutti quei prigionieri in possesso di informazioni utili da estorcere loro; Sakonju non espresse alcuna rimostranza contro quest'ordine. Gli incrociatori presero a bordo anche gruppi di specialisti incaricati di abbordare e pilotare le navi nemiche catturate, visto che i giapponesi speravano di impossessarsi di navi mercantili con cui alleviare la loro ormai pesante carenza di naviglio.

## L'incursione

### L'attacco alBehar

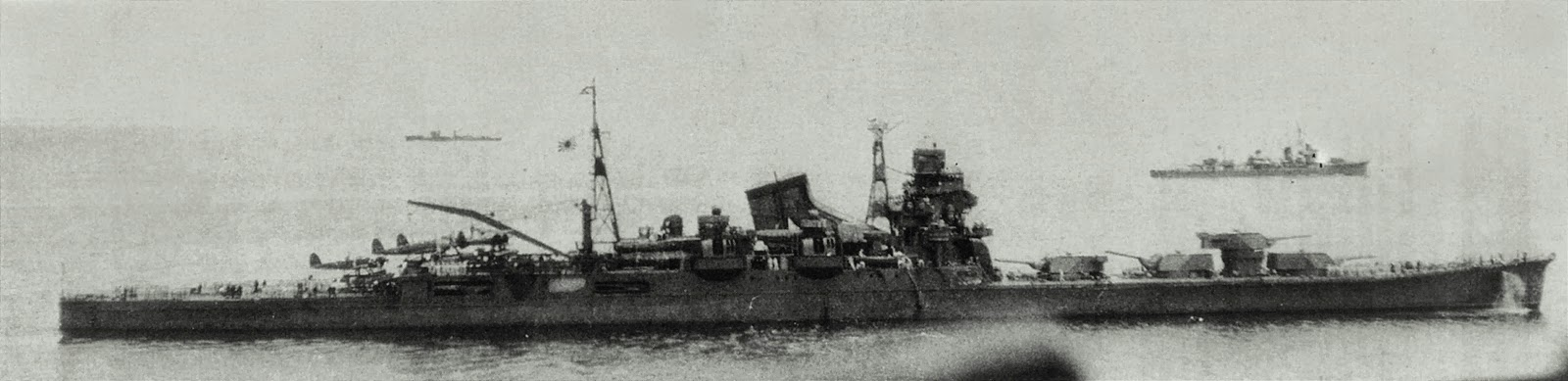
Una veduta dell'incrociatore Tone

I tre incrociatori giapponesi lasciarono la base della Flotta Combinata delle Isole Lingga il 27 febbraio 1944; gli incrociatori leggeri Kinu e Oi e tre cacciatorpediniere scortarono le navi di Sakonju durante il loro transito attraverso lo stretto della Sonda il 1º marzo. La forza di incursori era appoggiata dall'aria da dieci bombardieri medi e quattro idrovolanti di base a Sumatra e nell'ovest di Giava, i quali condussero missioni di ricognizione in direzione di Ceylon; anche tre o quattro sommergibili dell'8ª Flottiglia giapponese furono inviati a osservare i movimenti navali degli Alleati nelle vicinanze di Ceylon, delle Maldive e delle Isole Chagos. Gli Alleati non ebbero sentore della partenza della forza giapponese, ma rinforzarono le difese dell'Australia Occidentale dopo che, il 6 marzo, un sommergibile statunitense ebbe avvistato gli incrociatori Kinu e Oi intenti a operare nella zona dello stretto di Lombok: la presenza in questa zona di queste navi, infatti, era un indicatore del fatto che una forza ostile fosse stata distaccata nelle acque dell'oceano Indiano. L'8 marzo Smerville ordinò a tutte le navi alleate in navigazione tra l'80º e il 100º meridiano est di cambiare la rotta e dirigere a sud o ovest.
Dopo aver lasciato lo stretto della Sonda, gli incrociatori giapponesi diressero verso sud-ovest per tagliare la rotta marittima principale che univa Aden a Fremantle; le navi erano sparse per 27 miglia nautiche di giorno e per 11 miglia di notte, e mantenevano uno stretto silenzio radio. La mattina del 9 marzo gli incrociatori giapponesi si imbatterono alle coordinate 20°32′S 87°10′E, all'incirca a metà strada tra Fremantle e Colombo, nel piroscafo britannico Behar, un mercantile da 6100 tonnellate di stazza; la nave era diretta da Fremantle a Bombay come scalo intermedio di un viaggio dall'Australia al Regno Unito, e aveva a bordo un carico di zinco.

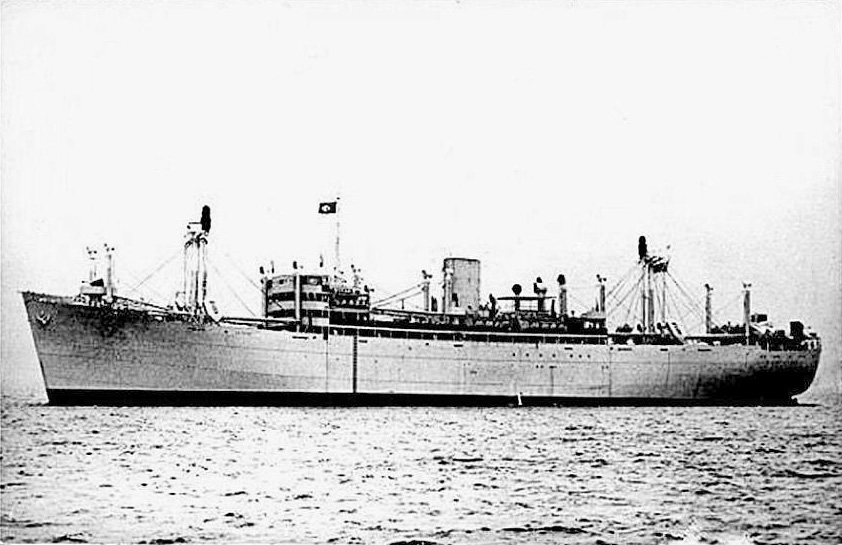
Lo SS Behar nel 1943

Dopo aver avvistato le navi giapponesi, il comandante del Behar, capitano Maurice Symons, ordinò al suo radio operatore di trasmettere il codice "RRR", al fine di notificare al comando alleato che il mercantile stava per essere attaccato da navi di superficie nemiche; gli operatori radio del Tone rilevarono il lancio del messaggio. Il Tone segnalò più volte al Behar di fermarsi e arrendersi, ma visto che il mercantile continuava a procedere sulla sua rotta l'incrociatore aprì il fuoco su di lui; venne deciso di non tentare la cattura del Behar, visto che si ritenne troppo pericoloso tentare di riportare la nave nel territorio controllato dai giapponesi. I colpi del Tone raggiunsero la prua e la poppa del Behar, uccidendo tre uomini del suo equipaggio; circa cinque minuti dopo il primo avvistamento, l'equipaggio e i passeggeri a bordo del Behar iniziarno ad abbandonare la nave. Il mercantile colò a picco in poco tempo, e 104 o 108 naufraghi vennero soccorsi e presi a bordo dal Tone.
I naufraghi del Behar vennero maltrattati dall'equipaggio del Tone: i marinai giapponesi costrinsero i sopravvissuti a consegnare tutti i loro effetti personali di qualsiasi valore, quindi usarono delle corde per legarli in posizioni dolorose che causarono loro difficoltà di respirazione. L'ufficiale comandante del mercantile venne picchiato dopo essersi lamentato con i giapponesi che trattare i civili in questo modo violava la Convenzione di Ginevra; alle donne presenti tra i sopravvissuti, in seguito, furono rimosse le corde. Quando i naufraghi furono portati nei ponti inferiori del Tone per esservi imprigionati furono duramente malmenati dai marinai giapponesi.
Subito dopo l'attacco Sakonju giudicò che fosse troppo rischioso proseguire con il raid, visto che il messaggio di aiuto del Behar aveva ormai messo in allerta gli Alleati della presenza in zona della sua forza; prudentemente, quello stesso giorno le navi giapponesi invertirono la rotta e diressero verso Giava. Gli incrociatori passarono lo stretto della Sonda ancora una volta scortati dal Kinu, dallo Oi e da cinque cacciatorpediniere, arrivando a destinazione il 15 marzo; nel corso del viaggio, i sopravvissuti del Behar furono rinchiusi in stretti ed estremamente caldi magazzini a bordo del Tone, e venne loro dato solo un ridotto accesso a cibo, acqua, cure mediche e spazio per muoversi. A dispetto delle paure di Sakonju gli Alleati non si avvidero immediatamente dell'avvenuto attacco al Behar: il messaggio di allarme inviato dalla nave venne captato unicamente da un altro mercantile alleato, il quale non fece rapporto su di esso se non dopo il suo arrivo a Fremantle il 17 marzo. Nel frattempo, già il 16 marzo Somerville aveva deciso che la minaccia di incursioni di navi di superficie giapponesi nell'oceano Indiano non era più un pericolo imminente, e aveva permesso ai mercantili alleati di riprendere le loro rotte abituali.

### Il massacro dei naufraghi

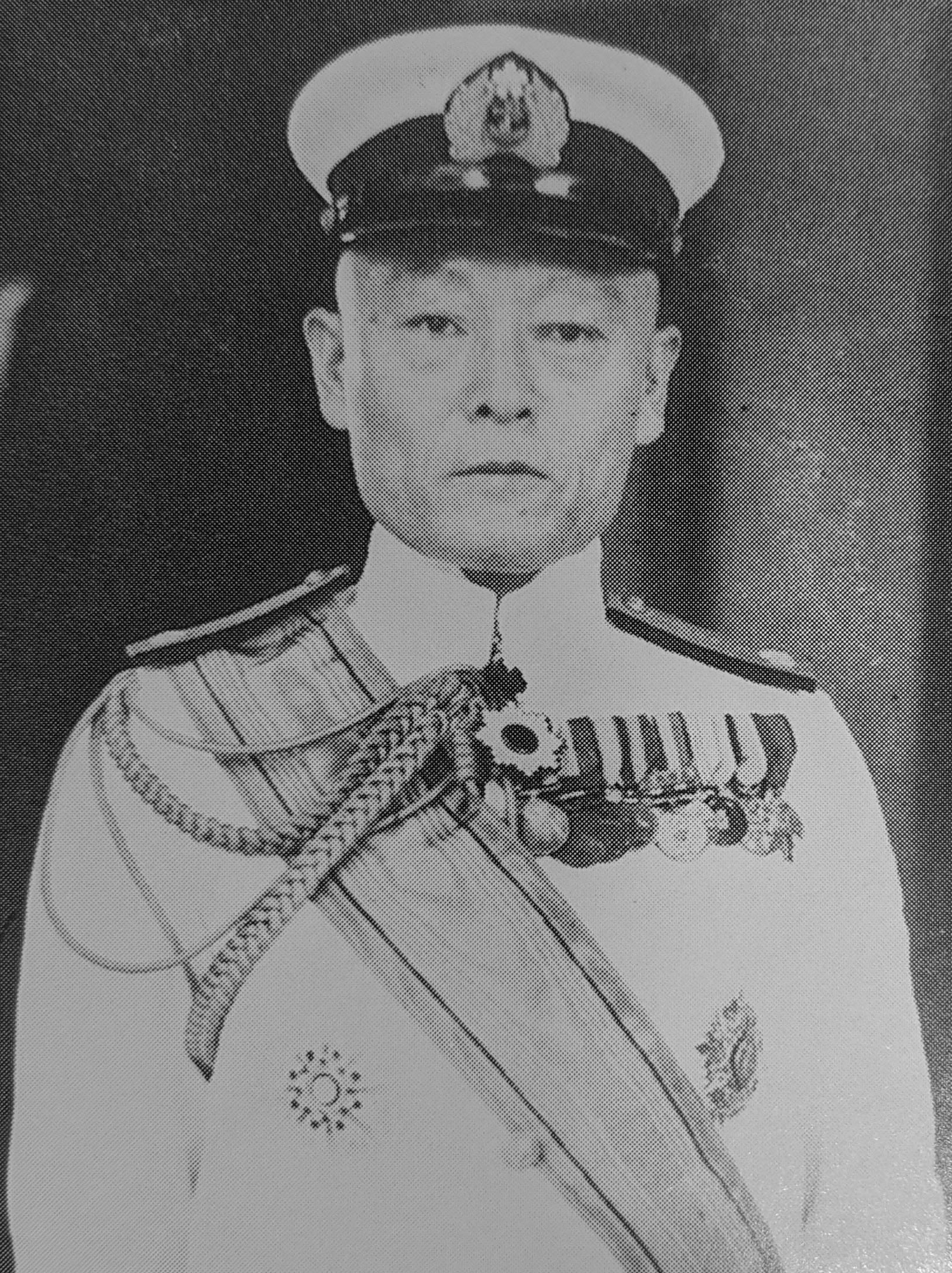
Il contrammiraglio Naomasa Sakonju

Poco dopo la conclusione del salvataggio dei naufraghi del Behar, Sakonju mandò un messaggio radio al comandante del Tone, capitano Haruo Mayuzumi, rimproverandolo per aver preso a bordo prigionieri non essenziali e per non aver catturato il mercantile; Sakonju ordinò quindi che i naufraghi venissero uccisi. Mayuzumi tuttavia non era disposto a farlo, visto che questo contrastava con le sue credenze religiose cristiane; anche il suo ufficiale esecutivo, il comandante Junsuke Mii, si oppose all'idea di uccidere i prigonieri. Mayuzumi trasmise via radio a Sakonju la richiesta che i prigionieri venissero portati a terra, ma questa venne respinta; Mayuzumi raggiunse quindi l'Aoba per perorare personalmente la sua causa, ma Sakonju fu irremovibile e disse al capitano di obbedire ai suoi ordini. Nonostante i suoi dubbi, Mayuzumi decise quindi di uccidere i prigionieri.
Il 15 marzo i tre incrociatori giapponesi gettarono l'ancora nel porto di Tanjung Priok a Giava; qui, 15 o 36 sopravvissuti vennero trasferiti dal Tone all'Aoba: tra loro si trovavano il capitano Symonds, il suo secondo e diversi degli altri ufficiali del Behar, nonché entrambe le donne presenti tra i passeggeri della nave. Questo gruppo fu poi portato a terra a Tanjung Priok.
I tre incrociatori salparono quindi da Tanjung Priok il 18 marzo per dirigere su Singapore. Quella notte, tutti i prigionieri ancora presenti a bordo del Tone furono decapitati personalmente da alcuni degli ufficiali dell'incrociatore; Mayuzumi fece da spettatore alla scena dal ponte della nave, ma il suo secondo Mii rifiutò di prendere parte in alcun modo al massacro. Il numero dei naufraghi giustiziati era compreso tra 65 e quasi 100.

## Conseguenze
Gli incrociatori Aoba, Chikuma e Tone arrivarono a Singapore il 25 marzo. Il raid dell'oceano Indiano del 1944 fu l'ultima grande incursione di navi di superficie dell'Asse contro il traffico mercantile nemico nella seconda guerra mondiale; di conseguenza, il Behar fu l'ultimo mercantile alleato a essere colato a picco da incursori di superficie dell'Asse durante la guerra. L'incursione viene ricordata principalmente per i fatti del massacro dei sopravvissuti del Behar, ma realizzò molto poco sul piano militare: il raid sostanzialmente fallì nel causare danni al traffico navale degli Alleati nella regione, e l'unico risultato tangibile ottenuto fu l'affondamento di una sola nave; per contrasto, i sommergibili dell'Asse nello stesso periodo di tempo colarono a picco tre navi nemiche nelle acque dell'oceano Indiano. L'incursione ebbe anche meno successo rispetto ad altri raid comparabili da parte di navi di superficie compiuti nella regione, come quello condotto dall'incrociatore tedesco Admiral Scheer nel 1941. I giapponesi non fecero alcun tentativo di capitalizzare la loro superiorità numerica sulle forze alleate presenti nella regione, e questa superiorità svanì alla fine del mese di marzo; i rinforzi ricevuti dalla Eastern Fleet consentirono invece a Somerville di dare il via a una serie di raid contro le basi giapponesi in Indonesia, a iniziare con gli attacchi a Sabang del 19 aprile 1944 (operazione Cockpit).
I sopravvissuti del Behar sbarcati a Tanjung Priok furono inizialmente internati presso campi per prigionieri di guerra a Giava: gli uomini in un campo nei pressi di Batavia e le donne in un campo femminile lì vicino. Dopo che tutti loro furono interrogati dagli ufficiali giapponesi, i prigionieri furono separati e sparpagliati in altri campi di prigionia a Giava, oppure inviati in Giappone a lavorare come manodopera schiava; tutti i sopravvissuti del Behar furono liberati solo alla conclusione della guerra nel settembre 1945. Cessate le ostilità, gli Alleati si misero alla ricerca dei responsabili del massacro avvenuto a bordo del Tone: il viceammiraglio Takasu era morto di malattia nel settembre 1944, ma il contrammiraglio Sakonju fu arrestato e processato dalle autorità britanniche a Hong Kong nel 1947; condannato a morte, venne giustiziato il 21 gennaio 1948. Anche il capitano Mayuzumi venne processato per il suo ruolo nel massacro, ricevendo una più mite condanna a sette anni di prigione.